# Межведомственный стратиграфический комитет России
Межведомственный стратиграфический комитет России (МСК) — высший межведомственный научный орган по геологии, организующий и координирующий стратиграфическую службу в России, обеспечивающий научно-методическое руководство стратиграфическими исследованиями на всей территории страны и в отдельных регионах, рассматривающий и решающий актуальные вопросы стратиграфии.

## История
с 1955 по 1992 год назывался — Межведомственный стратиграфический комитет СССР (МСК).
Функционирует при Всероссийском научно-исследовательском геологическом институте имени А. П. Карпинского (ВСЕГЕИ) в Санкт-Петербурге.

### Руководители
Председателями МСК были:
- 1955 — Наливкин, Дмитрий Васильевич
- 1976 — Соколов, Борис Сергеевич
- 1988 — Жамойда, Александр Иванович
- 2021 — Розанов, Алексей Юрьевич

## Деятельность
МСК России согласно Положению о деятельности МСК (2000) осуществляет экспертную и научно-методическую деятельность, связанную со сложными вопросами стратиграфического расчленения и корреляции, обновляет нормативные стратиграфические документы «Стратиграфический кодекс России» и Постановления МСК и его постоянных комиссий, рассматривает и утверждает «региональные стратиграфические схемы», проводит стратиграфические совещания.
В 2019 году МСК вошел в Перечень советов, комитетов и комиссий при отделениях РАН (Постановление Президиума РАН от 22 января 2019 года). Состав МСК (Бюро и Комитета) и председатели комиссий были согласованы Бюро ОНЗ РАН.
В составе МСК работают 13 комиссий по системам[уточнить]:
Предметные комиссии по:
- региональным стратиграфическим схемам
- сейсмостратиграфии фанерозоя морских акваторий России
- магнитостратиграфии.

Региональные стратиграфических комиссий (РМСК):
- Северо-Западная РМСК
- Центральная РМСК
- Северо-Кавказская РМСК
- Крымская РМСК
- Уральская РМСК
- Сибирская РМСК
- Дальневосточная РМСК
- РМСК по Северо-Востоку России и Корякско-Камчатскому региону.